# Нантёйль, Селестен
Селесте́н-Франсуа Нантёйль, полное имя: Селесте́н Франсуа́ Нантёйль-Лёбёф (фр. Célestin-François Nanteuil-Lebœuf, Célestin Nanteuil; 11 июля 1813, Рим, Италия — 6 декабря 1873, Буррон-Марлотт, департамент Сена и Марна) — французский живописец и рисовальщик, литограф, акварелист, книжный иллюстратор, мастер репродукционной гравюры романтического направления.

## Биография
Селестен-Франсуа Нантёйль родился в Риме в семье французов, живших в окружении короля Неаполя Жозефа Бонапарта. Его старший брат Шарль-Франсуа Нантёйль был скульптором.
В 1827 году Селестен поступил в Школу изящных искусств в Париже, где его учителем был Эсташ Гиацинт Ланглуа, а затем Жан Огюст Доминик Энгр.
Художник вошёл в круг интеллектуалов и писателей-романтиков, окружавших Виктора Гюго, в 1830 году принимал участие в битве при Эрнани и сопровождал поэта и его любовницу в поездке в 1836 году в Нормандию. Он был членом «Молодой Франции», часто общался с Александра Дюма и Петрусом Борелем и был близок с Жераром де Нервалем, чьи произведения он иллюстрировал вместе с Тони Жоанно. Теофиль Готье запомнил «ультраэксцентричную гравюру» Нантёйля для своего сборника стихов «Альбертус». Охваченный страстью к Мари Дорваль, столь же сильной, сколь и неутолимой, он писал ей письма, достигавшие высот лиризма, достойных той эпохи.
В 1843 году вместе с литографами Эженом Проспером Леру, Адольфом Муйероном (1820—1881) и живописцами Анри Бароном, Луи Франсе он основал периодическое издание «Современные художники» (Les Artistes contemporains), которое просуществовало до 1847 года.
В 1832—1840 годах Селестен-Франсуа Нантёйль получил известность как рисовальщик заглавных листов и виньеток к сочинениям В. Гюго, Александра Дюма, Жерара де Нерваля, Поля де Мюссе, Оноре де Бальзака и Петрюса Бореля.
В 1867 году Селестен Нантёйль был назначен директором Академии изящных искусств, затем куратором Музея изящных искусств в Дижоне. В следующем году он стал кавалером ордена Орден Почётного легиона Почетного легиона.
Он пробовал свои силы в нескольких техниках графики: офорте, в котором он преуспел (эту технику он использовал для создания четырёх фронтисписов издания произведений Виктора Гюго 1832 года), и литографии, которую он применял, в частности, для воспроизведения картин таких известных живописцев как Тициан, Хосе де Рибера и Диего Веласкес, для антологии картин Хуана Хосе Мартинеса в Королевском музее Мадрида (Мадрид, 1857). Для многочисленных иллюстраций к романам он использовал гравюру на дереве. В качестве литографа Нантёйль работал с 1833 года для «Романтического путешествия по старой Франции» Тейлора, для «Revue des peintres» (портреты Альф. Карра и Т. Готье), для «Artistes contemporains» и для других изданий. Он черпал вдохновение в национальном средневековом искусстве, модном в то время у романтиков.
За свои живописные произведения художник был награждён многочисленными медалями Парижского салона (1837, 1848, 1861 и 1867), но немногие из его картин теперь известны. В качестве примера можно привести картину «Луч солнца», написанную в 1848 году и хранящуюся в Музее изящных искусств в Валансьене.
С 1870 года Нантёйль был директором рисовальной школы в Дижоне и хранителем городского музея.

## Галерея

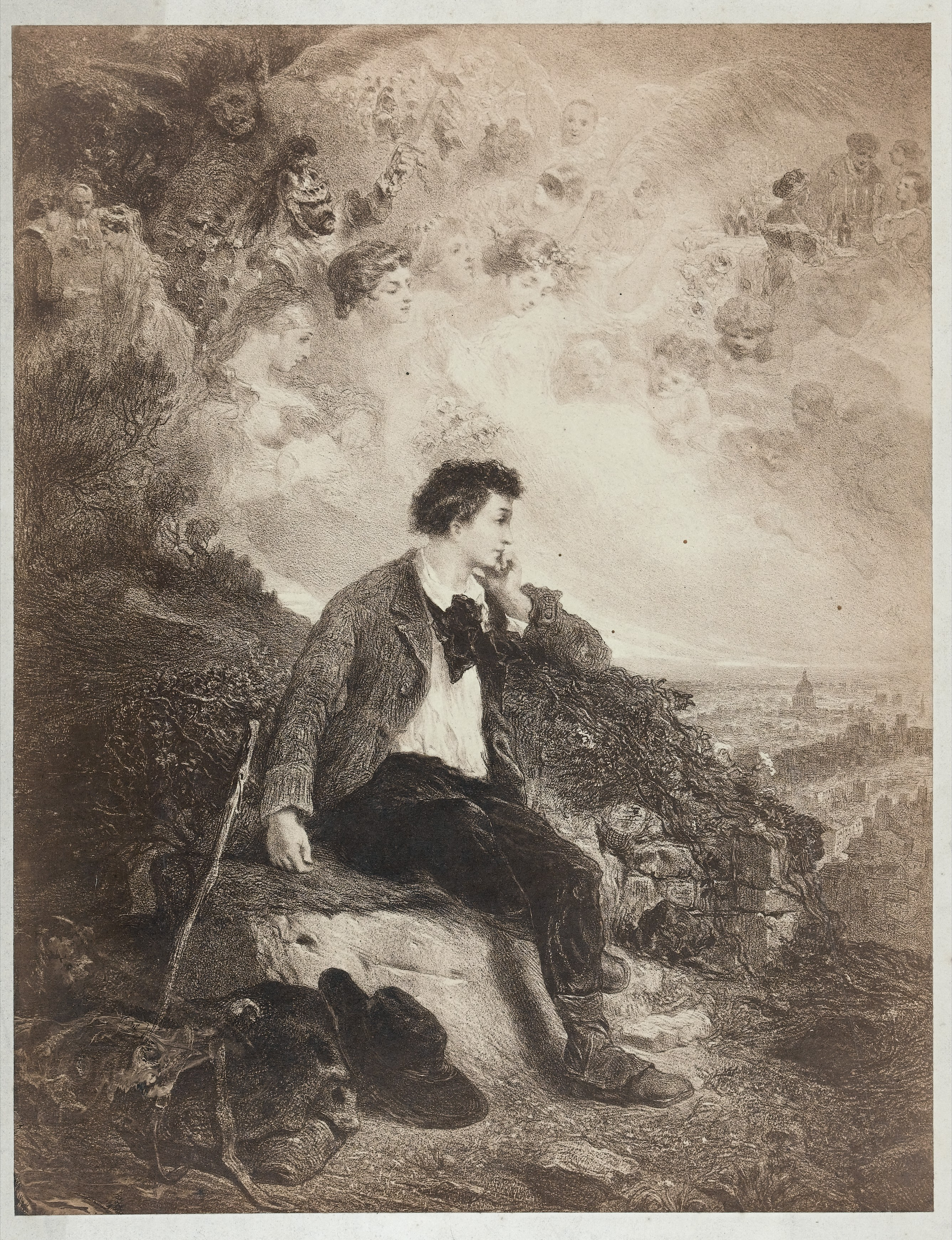
Юноша на пути в Лондон. Думы о будущем. 1857. Литография
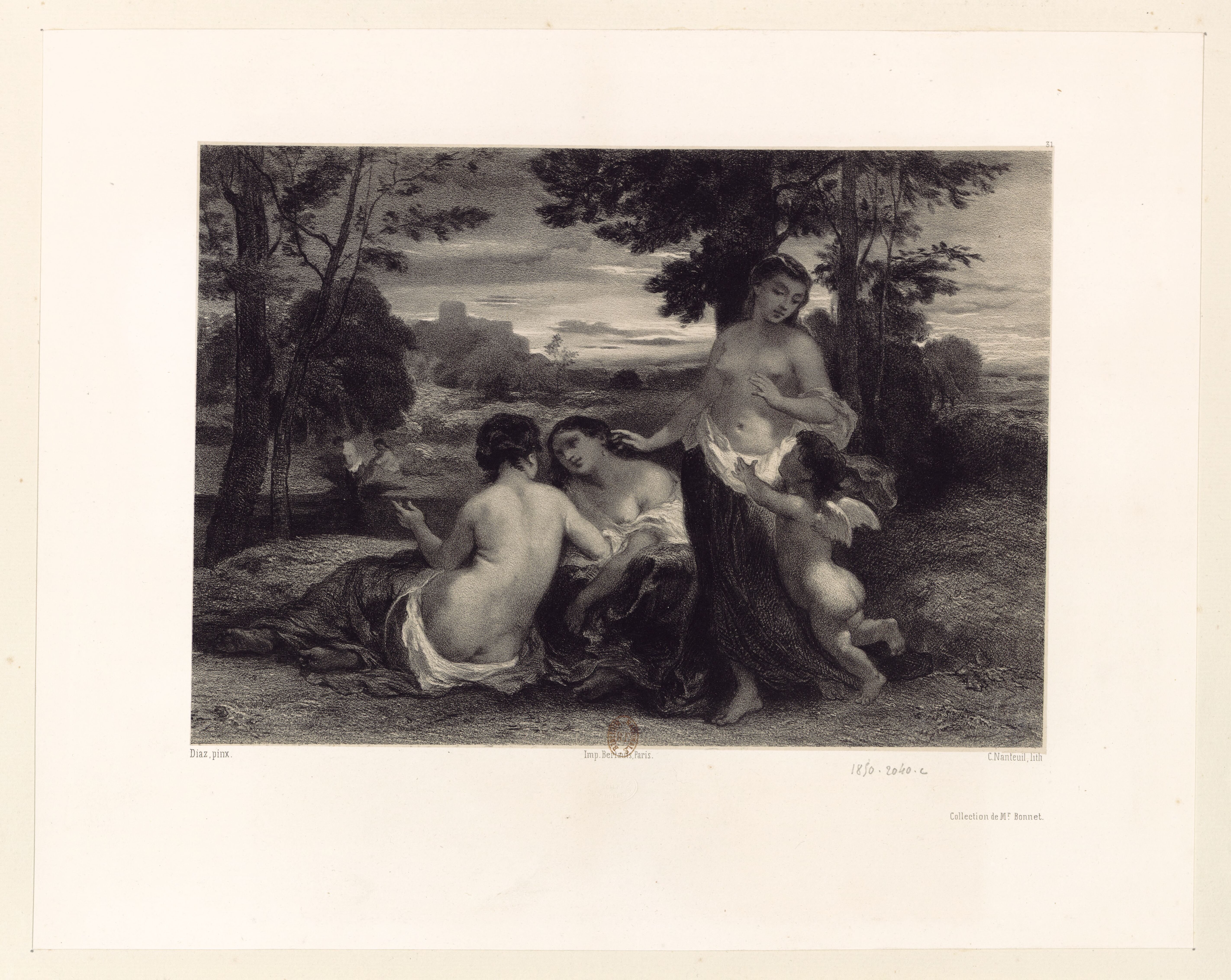
Калисто поддается любви. Литография
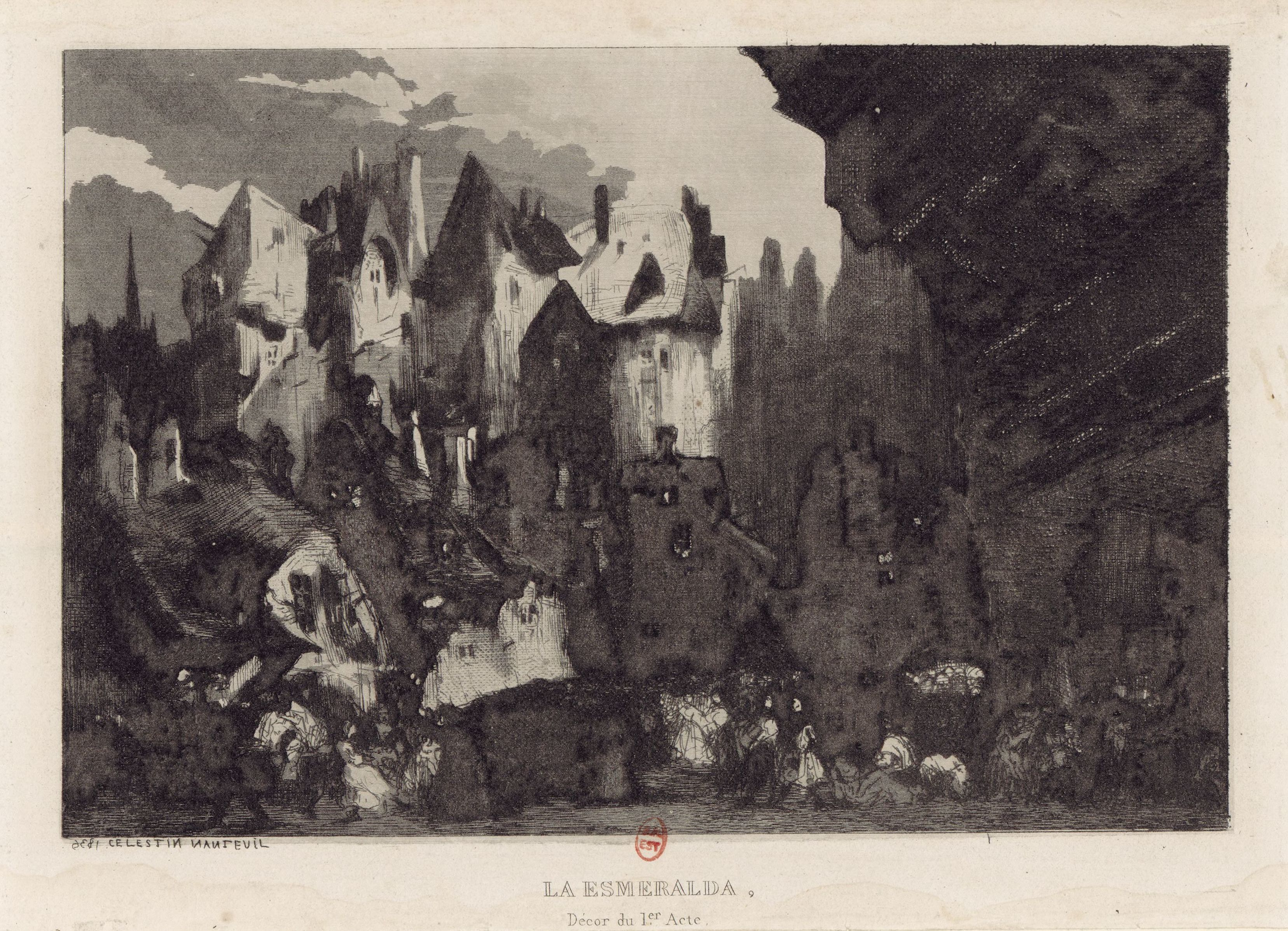
Декорация к постановке оперы Л. Бертен «Эсмеральда». Акт I. 1836. Офорт, акватинта
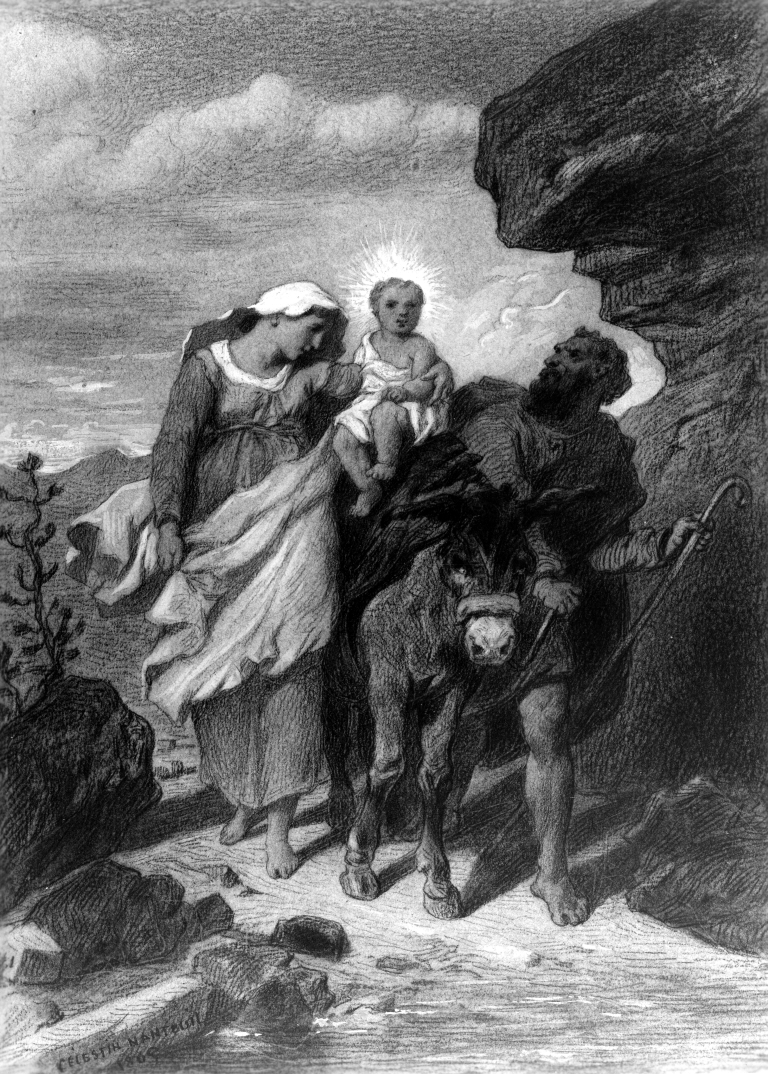
Бегство в Египет. 1865. Бумага, карандаш, уголь, белила. Художественный музей Уолтерса, Балтимор, США
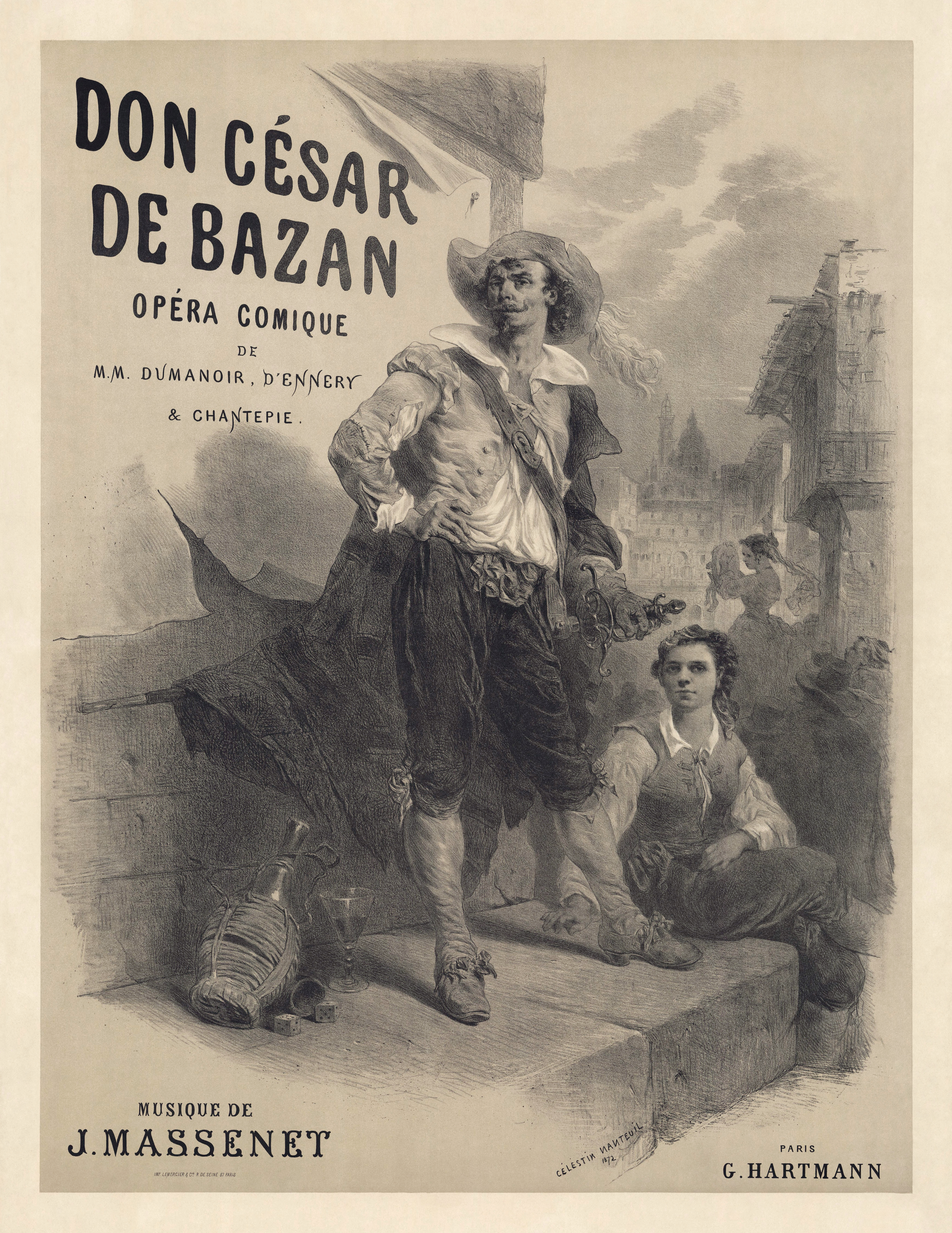
Ж. Массне. Дон Сезар де Базан. Афиша. Литография
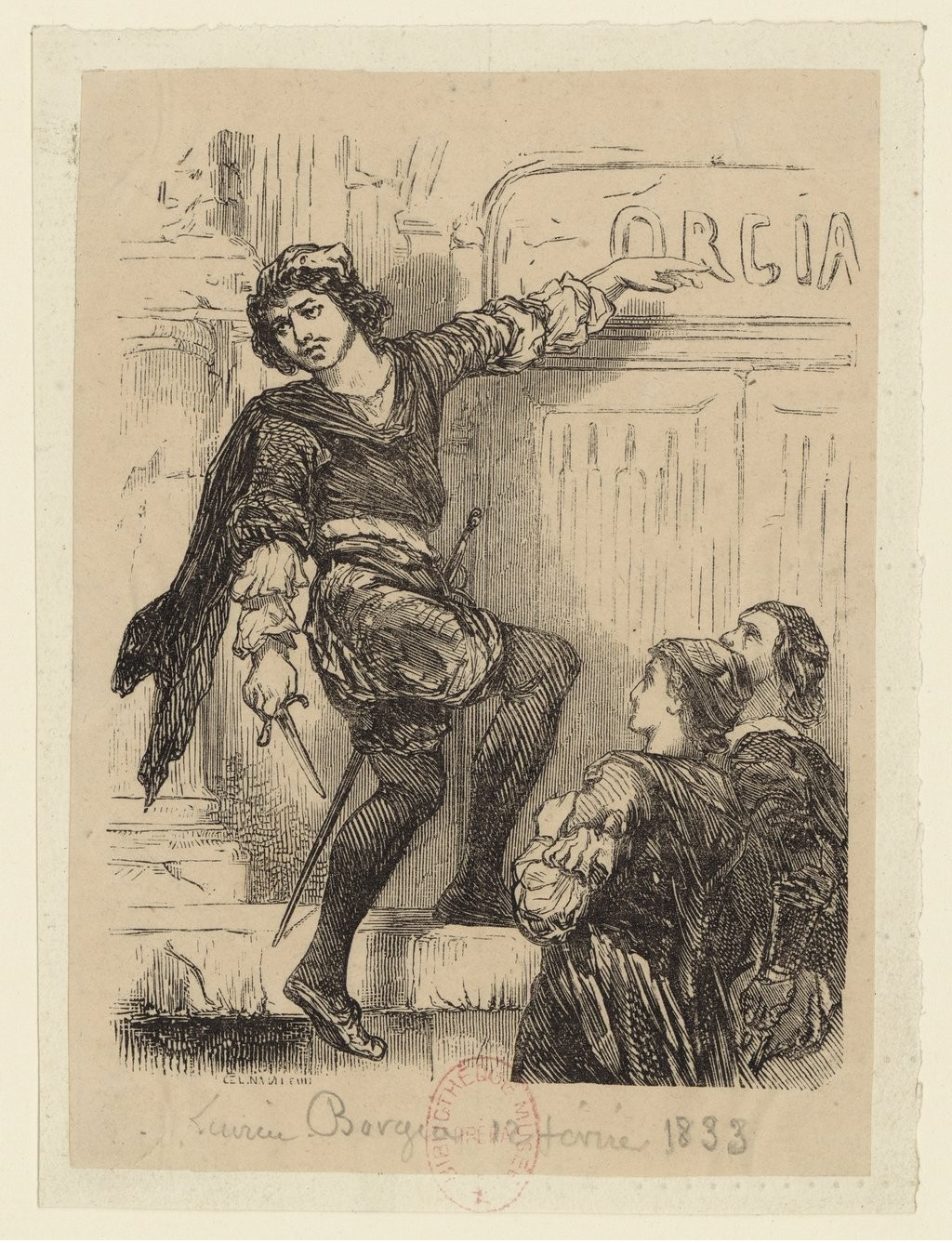
Лукреция Борджиа. 1833. Литография
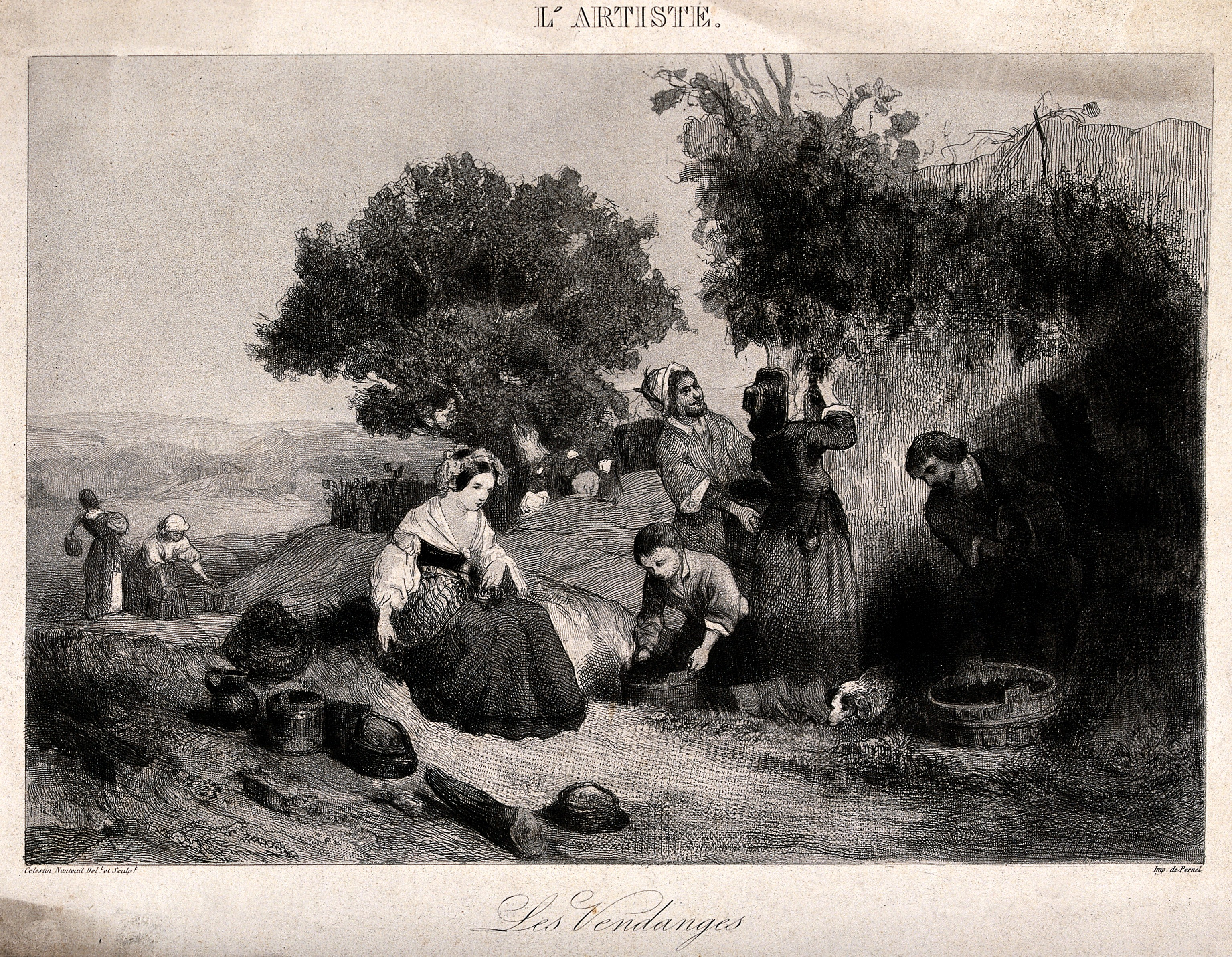
Сборщицы винограда. Офорт